# Alojzij Šuštar

Alojzij Šuštar

Alojzij Šuštar (im deutschsprachigen Raum auch Alois Sustar; * 14. November 1920 in Grmada, Občina Trebnje, Königreich der Serben, Kroaten und Slowenen; † 29. Juni 2007 in Ljubljana) war von 1980 bis 1997 Erzbischof von Ljubljana.

## Leben
Alojzij Šuštar empfing 1946 in Rom die Priesterweihe. Nach seinem Studium wurde er 1949 in Rom promoviert. Wegen seiner angeschlagenen Gesundheit war eine Rückkehr in seine slowenisch-jugoslawische Heimat zunächst nicht möglich; er verbrachte seit Ende der 1940er Jahre einen längeren Kuraufenthalt in Davos. Später wurde er als Seelsorger im Bistum Chur tätig; 1949 wurde er von Bischof Christian Caminada als Vikar in St. Moritz eingesetzt. Ab 1951 war Šuštar Lehrer für Philosophie und Religion am Kollegium Maria Hilf in Schwyz, von 1959 bis 1963 auch als deren Spiritual.
1963 wurde er Nachfolger von Franz Böckle als Professor für Moraltheologie am Priesterseminar St. Luzi (heute: Theologische Hochschule Chur), wo er von 1965 bis 1968 auch Regens war. 1968 wurde er zum Bischofsvikar der Diözese Chur ernannt.
Er war zudem im Präsidium der Synode 72 Chur (Präsident des Präsidiums) und der Schweiz, Pressereferent der Schweizer Bischofskonferenz (1967–1975), Sekretär des Rates der Europäischen Bischofskonferenzen (CCEE) sowie als Mitarbeiter in vielen ökumenischen Gremien und der Theologischen Kommission der Schweizer Bischofskonferenz (Präsident) engagiert. Šuštar war zudem in der Redaktionskommission der Schweizerischen Kirchenzeitung.
Ab 1977 war Alojzij Šuštar wieder in seiner Heimatdiözese Ljubljana aktiv. 1980 wurde er zum Erzbischof des Metropolitansitzes Ljubljana ernannt. Die Bischofsweihe spendete ihm am 13. April 1980 der Apostolische Pronuntius von Jugoslawien, Michele Cecchini.
Papst Johannes Paul II. nahm 1997 den bereits 1995 eingereichten Rücktritt Šuštars an. Ende Juni 2007 verstarb Alojzij Šuštar in Ljubljana.

## Schriften
- Gewissensfreiheit (= Theologische Meditationen; 17). Benziger, Einsiedeln, 1967, DNB 458284971.
- Friede als Auftrag. Rex-Verlag, München/Luzern, 1968, DNB 457777192; zusammen mit Papst Paul VI.